# Несконсет (Њујорк)
Несконсет (енгл. Nesconset) насељено је место без административног статуса у америчкој савезној држави Њујорк.

## Демографија
По попису из 2010. године број становника је 13.387, што је 1.395 (11,6%) становника више него 2000. године.
| Група             | 2000.          | 2010.          |
| Белци             | 11.006 (91,8%) | 11.640 (87,0%) |
| Афроамериканци    | 115 (1,0%)     | 168 (1,3%)     |
| Азијати           | 373 (3,1%)     | 652 (4,9%)     |
| Хиспаноамериканци | 403 (3,4%)     | 825 (6,2%)     |
| Укупно            | 11.992         | 13.387         |